# Bataille de Champ de Pain
Guerre entre les Ottomans et le royaume de Hongrie
La bataille de Champ de Pain (hongrois : Kenyérmezei csata, allemand : Schlacht auf dem Brodfeld, roumain : Bătălia de la Câmpul Pâinii, turc : Ekmek Otlak Savaşı) a été le conflit le plus terrible de Transylvanie lors des guerres hongro-ottomanes. Elle a eu lieu le 13 octobre 1479, dans la région dite du « Champ de pain (en) », près du village saxon d'Alkenyér (également Zsibód, allemand : Unterbrodsdorf, roumain : Şibot) à côté de la rivière Maros (Mureş). L'armée hongroise était dirigée par Pál Kinizsi, István Báthory, Vuk Branković et Basarab III Laiotă cel Bătrân.
Le résultat de la bataille fut une victoire importante pour le royaume de Hongrie et le despotat serbe.

## Contexte
Depuis son ascension au trône hongrois en 1458, le roi Matthias a combattu avec les Turcs et a occupé, en 1463, les parties nord de la Bosnie. Cependant, ce n'était pas une guerre à grande échelle.
Des maraudeurs turcs ont attaqué la Transylvanie et la Voïvodine à plusieurs reprises entre 1474 et 1475. Les attaques ont conduit au dépeuplement de certaines zones avec un certain nombre de villages abandonnés par leurs habitants.
Après la guerre vénéto-ottomane, au printemps 1479, une importante armée ottomane, principalement composée d'Akıncıs, se réunit sous Szendrő (aujourd'hui Smederevo, Serbie). Lorsque le roi Matthias est alerté, il promulgue l'édit de Garignica (11 juillet), qui ordonne voïvode de Transylvanie, István IV Báthory, et à son général Pál Kinizsi de se mobiliser.
L'armée ottomane entre en Transylvanie le 9 octobre, près de Kelnek (Câlnic), dirigée par Ali Koca Bey. Les Akıncıs attaquent quelques villages, fermes et bourgs, faisant captifs un certain nombre de Hongrois, Valaques et Saxons. Le 13 octobre, Koca Bey installe son camp au Champ de pain (Kenyérmező), près de Zsibót. Koca Bey a été obligé de participer à la campagne sur l'insistance du prince valaque Basarab cel Tânăr, qui a lui-même amené 1 000 à 2 000 fantassins à la cause.
Les Turcs continuent à piller et à faire des prisonniers, tandis que Báthory et Kinizsi se préparent à se battre contre les Turcs.

### Les armées hongroise et ottomane
La force numérique de l'armée ottomane est en débat ; une estimation les estime à 60 000, tandis que des sources hongroises les situent plus près de 30 000. Jan Długosz, le célèbre chroniqueur polonais, estimait les forces ottomanes à 100 000 hommes d'armes, mais Matthias Corvin estimait dans ses lettres qu'il y avait entre 43 et 45 000 soldats ottomans et valaques. Un nombre plus probable pour les forces ottomanes se situait entre 6 et 20 000 soldats et 1 000 à 2 000 Valaques.
L'armée ottomane est presque entièrement composée d'Akıncıs, de spakhs rouméliens et d'Azaps, avec quelques janissaires et peut-être des canons. L'entreprise ottomane n'est pas un effort de guerre à part entière, mais plutôt un raid très important - la plus grande expédition que la Transylvanie ait connue pendant un siècle de conflits hongrois-turcs.
L'armée de Kinizsi se compose de forces hongroises, székleriennes, serbes, saxonnes transylvaniennes et de quelques volontaires valaques. Ces derniers sont commandés par Basarab III Laiotă cel Bătrân (le Vieux), souverain quondam de Valachie et rival de Basarab IV Țepeluș cel Tânăr (le Jeune), son neveu qui désire accéder au trône valaque. Les forces chrétiennes combinées totalisent environ 12 000 à 15 000 hommes. Selon certains, les Polonais, les Moldaves, les Russes, les Lituaniens, les Allemands et les Bohémiens étaient en partie au courant de la bataille, mais cela est assez difficile à étayer.

### Bataille
Le 9 octobre, l'armée turque entre en Hongrie et commence des raids. Báthory attend que les Turcs s'épuisent en raids et marches forcées et, une fois que les Ottomans ont collecté trop de butin pour se déplacer assez vite, il les attaque le 13 octobre.
Les deux armées sont composées de trois colonnes. Le flanc droit de l'armée hongroise est dirigé par Kinizsi, la gauche comprend la cavalerie légère serbe sous Vuk Branković et Dmitar Jakšić (hu) avec les Saxons et les forces de Báthory forment le centre. Du côté ottoman, Koca Bey occupe le flanc gauche, Isa Bey le centre et Malkoch Oglu le flanc droit.
La bataille commence dans l'après-midi. Báthory tombe de son cheval et les Ottomans le capturent presque, mais un noble appelé Antal Nagy secourt le voïvode. Dans la bataille, les Ottomans prennent le dessus dès le début, mais Kinizsi charge les Turcs avec la cavalerie lourde hongroise et 900 Serbes sous Jakšić assistés de « nombreux courtisans du roi ». Ali Bey est contraint de battre en retraite. Kinizsi se déplace latéralement pour écraser vigoureusement le centre turc et bientôt Isa Bey se retire également. Les quelques Turcs survivant au massacre s'enfuient dans les montagnes, où la majorité est tuée par les hommes locaux. Le héros de la bataille est Pál Kinizsi, le légendaire général hongrois et un homme de force herculéenne au service de l'armée noire de Hongrie de Matthias Corvinus : au milieu des réjouissances de l'armée, on vit l'herculéen Kinizsi prendre trois cadavres turcs, l'un dans ses dents et les deux autres dans ses bras, et exécuter une danse hongroise.

### Conséquences
Les pertes ottomanes sont extrêmement élevées avec plusieurs milliers d'hommes tués, parmi lesquels Malkoçoğlu et Isa bey avec deux beys et un millier de leurs alliés valaques. Les forces hongroises perdent environ 3 000 hommes dans la bataille. Quelques prisonniers sont libérés en échange d'immenses rançons.
En 1480, Kinizsi attaque la Serbie et bat Ali Koca Bey à plusieurs reprises. La bataille de Champ de Pain a été une grande victoire psychologique pour les Hongrois et, en conséquence, les Turcs ottomans n'ont pas attaqué le sud de la Hongrie et la Transylvanie pendant de nombreuses années par la suite.